# José Carlos Moreira
Pour les articles homonymes, voir Moreira.
José Carlos Gomes Moreira (né le 28 septembre 1983 à Codó dans le Maranhão) est un athlète brésilien, spécialiste du sprint. Son club est le Sercontel - Caixa.

## Biographie
Le 15 août 2008, il finit 6e de son quart de finale du 100 m des Jeux olympiques 2008 à Pékin en 10 s 32 derrière notamment Richard Thompson, Tyson Gay et Martial Mbandjock.
4e du 100 m en 10 s 38, même temps que la médaille de bronze Isidro Montoya et médaille d'or du relais 4 × 100 lors des Championnats d'Amérique du Sud d'athlétisme 2013 à Carthagène des Indes.

## Palmarès

### Championnats du monde d'athlétisme
- Championnats du monde d'athlétisme de 2007 à Osaka ( Japon) 
  - éliminé en série sur 100 m

## Meilleures performances
- 100 m : 10 s 16A 0.0 	1rA 	Cochabamba	3 Jun 2007
- 200 m : 21 s 00 	1.7 	1rA 	São Paulo	5 Aoû 2006